# Антіке (провінція)
Антіке — провінція Філіппін, розташована в регіоні Західні Вісаї. Столицею провінції є місто Сан-Хосе. Провінція розташована в західній частині острова Панай та межує з провінцією Аклан, Капіз та Ілоіло на сході, морем Сулу — на заході.
Адміністративно провінція поділяється на 18 муніципалітетів. Провінція, із загальною площею 2 729 км2, являє собою видовжену ділянку землі, що займає всю західну частину острова. На території провінції знаходиться гора Маунт-Мадія — найвища точка на острові Панай (2113 м.). Являє собою згаслий вулкан з озерами та водоспадами.
Населення провінції станом на 2015 рік становило 582 012 осіб з щільністю 210 жителів на квадратний кілометр.